# Bison (Bergefahrzeug)

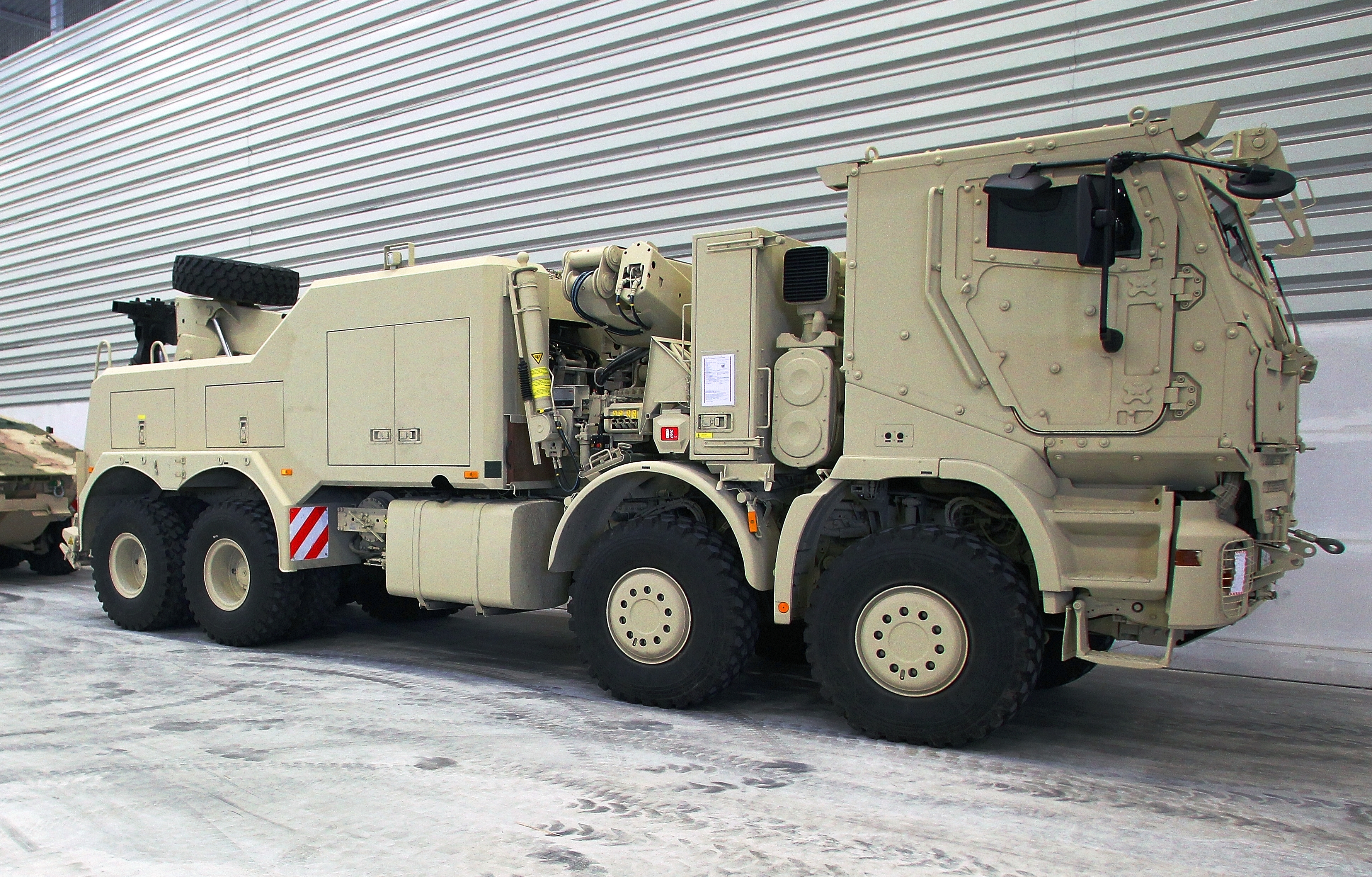
Bison in Wüstenlackierung

Der Bison ist ein Berge- und Abschleppfahrzeug auf der Basis des Mercedes-Benz Actros. Er wird u. a. von der Bundeswehr eingesetzt. Die derzeit zwölf Fahrzeuge des Heeres sind als sgeBAF, „schweres geschütztes Berge- und AbschleppFahrzeug“ klassifiziert. 
Als Basis des Fahrzeuges dient der Actros 4151 AK 8×8, der auch im zivilen Abschleppdienst für LKWs oder als Kipper eingesetzt wird. Die gepanzerte Kabine der Besatzung ist nach dem NATO-Standard STANAG 4569 (Level 4 ballistic protection und Level 4b mine protection) geschützt gegen Beschuss aus Handwaffen, Minen und Unkonventionelle Spreng- und Brandvorrichtungen.

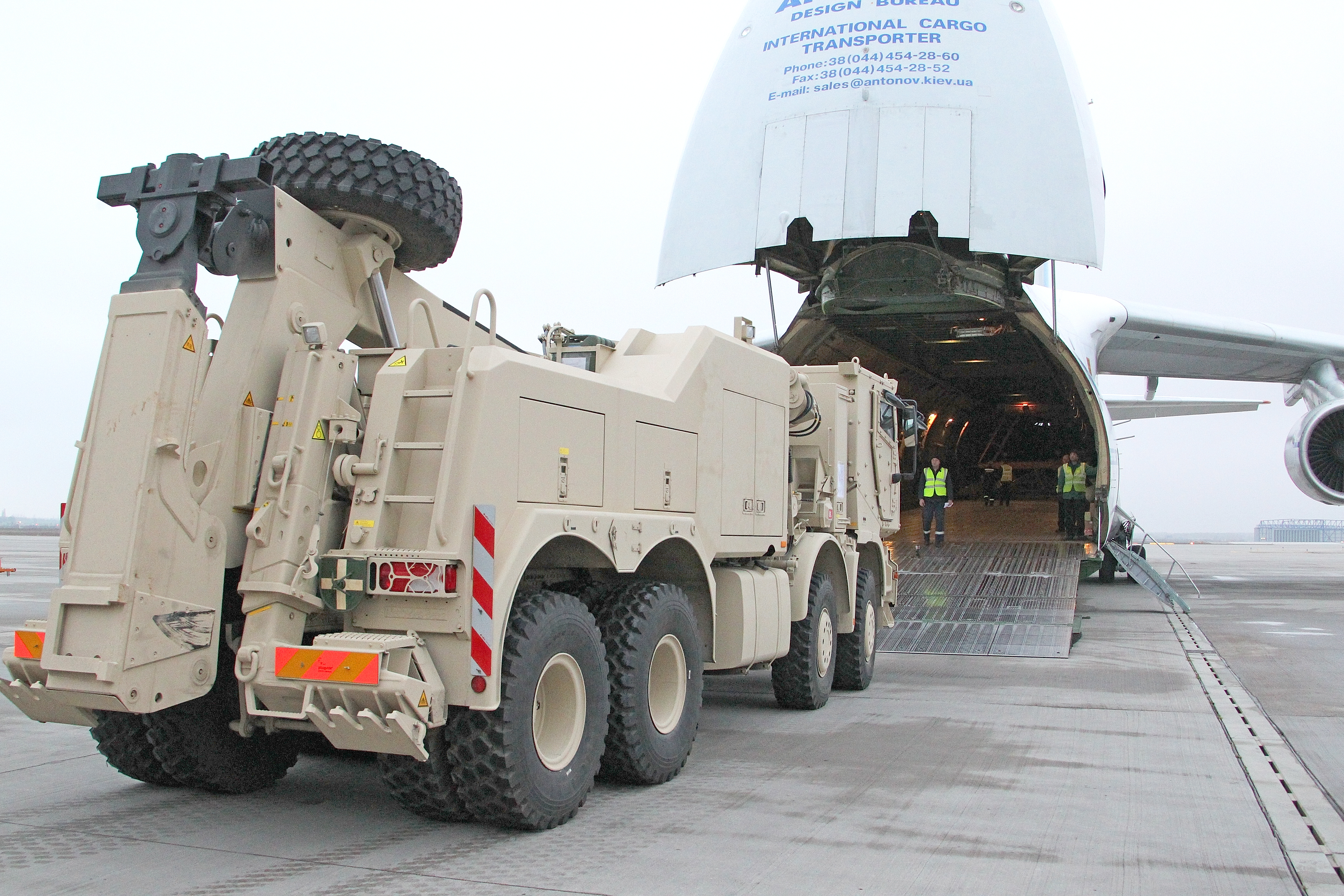
Heckansicht

Angetrieben wird der Bison von einem 15.928 cm³ großen V8-Dieselmotor (OM 502 LA), der 375 kW bei 1800/min leistet und die Abgasnorm Euro 5 erfüllt. Seine vollsynchronisierten 16 Gänge, ausgelegt als Schnellganggetriebe, verhelfen dem Bison zu einer Höchstgeschwindigkeit von 85 km/h, im Abschleppbetrieb sind lediglich bis zu 80 km/h möglich. Das zulässige Gesamtgewicht beträgt 48 Tonnen. Die Modelle der Bundeswehr sind mit einem ausfahrbaren Abschlepparm und einem Kran ausgestattet.

## Einsätze
Die Mission in Afghanistan wurde mit zwei Bisons unterstützt.